# Макс Грюн
Макс Грюн (нім. Max Grün, нар. 5 квітня 1987, Карлштадт-ам-Майн) — німецький футболіст, воротар «Вікторії» (Ашаффенбург).

## Ігрова кар'єра
Народився 5 квітня 1987 року в місті Карлштадт-ам-Майн. Починав займатися футболом у школі місцевого «Карлштадта», а 2002 року був запрошений до академії «Баварії».
Із сезону 2006/07 почав залучатися до матчів команди «Баварія II», у складі якої, утім, протягом наступних трьох сезонів лише епізодично з'являвся на полі навіть на рівні третього німецького дивізіону. 
2009 року перейшов до друголігового «Гройтера», в якому поступово став основним голкіпером і допоміг команді 2012 року здобути підвищення до Бундесліги, в іграх якої дебютував у сезоні 2012/13.
2013 року був запрошений до лав «Вольфсбурга», який шукав заміну швейцарцю Марвіну Гітцу, що був другим воротарем «вовків» і перейшов до «Аугсбурга». У вольфсбурзькій команді протягом двох сезонів був другим голкіпером, основним дублером Дієго Бенальйо, і провів 11 матчів в усіх турнірах. 2015 року до команди приєднався молодий бельгієць Кун Кастельс, якого почали награвати як майбутню заміну Бенальйо, а статус Грюна понизився до третього воротаря. Протягом наступних трьох років у жодній грі за «Вольфсбург» участі не брав і 2018 року залишив команду.
Сезон 2018/19 провів у друголіговому клубі «Дармштадт 98», куди також запрошувався як резервних воротар і де також не грав.
Влітку 2019 року уклав контракт з «Боруссією» (Менхенгладбах), яка підписала досвідченого голкіпера задля підтримання «глибини» лави запасних на воротарській позиції на випадок травми багаторічного основного голкіпера команди Янна Зоммера. 

## Статистика виступів

### Статистика клубних виступів
Станом на 1 серпня 2016
| Сезон                  | Команда                | Чемпіонат              | Чемпіонат | Чемпіонат | Національний кубок | Національний кубок | Національний кубок | Континентальні кубки | Континентальні кубки | Континентальні кубки | Інші змагання | Інші змагання | Інші змагання | Усього | Усього |
| Сезон                  | Команда                | Ліга                   | Ігор      | Голів     | Ліга               | Ігор               | Голів              | Ліга                 | Ігор                 | Голів                | Ліга          | Ігор          | Голів         | Ігор   | Голів  |
| ---------------------- | ---------------------- | ---------------------- | --------- | --------- | ------------------ | ------------------ | ------------------ | -------------------- | -------------------- | -------------------- | ------------- | ------------- | ------------- | ------ | ------ |
| 2006–07                | «Баварія II»           | 3Л                     | 1         | -2        | -                  | -                  | -                  | -                    | -                    | -                    | -             | -             | -             | 1      | -2     |
| 2007–08                | «Баварія II»           | 3Л                     | 1         | -1        | -                  | -                  | -                  | -                    | -                    | -                    | -             | -             | -             | 1      | -1     |
| 2008–09                | «Баварія II»           | 3Л                     | 3         | 0         | -                  | -                  | -                  | -                    | -                    | -                    | -             | -             | -             | 3      | 0      |
| Усього за «Баварію II» | Усього за «Баварію II» | Усього за «Баварію II» | 5         | -3        |                    |                    |                    |                      |                      |                      |               |               |               | 5      | -3     |
| 2009–10                | «Гройтер»              | 2Л                     | 13        | -15       | -                  | -                  | -                  | -                    | -                    | -                    | -             | -             | -             | 13     | -15    |
| 2010–11                | «Гройтер»              | 2Л                     | 17        | -14       | КН                 | 2                  | -5                 | -                    | -                    | -                    | -             | -             | -             | 19     | –      |
| 2011–12                | «Гройтер»              | 2Л                     | 34        | -26       | КН                 | 5                  | 0                  | -                    | -                    | -                    | -             | -             | -             | 39     | -26    |
| 2012–13                | «Гройтер»              | БЛ                     | 17        | -33       | КН                 | 1                  | -2                 | -                    | -                    | -                    | -             | -             | -             | 18     | -35    |
| Усього за «Гройтер»    | Усього за «Гройтер»    | Усього за «Гройтер»    | 81        | -88       |                    | 8                  | -7                 |                      | -                    | -                    |               |               |               | 89     | -95    |
| 2013–14                | «Вольфсбург»           | БЛ                     | 6         | -7        | КН                 | 1                  | -2                 | -                    | -                    | -                    | -             | -             | -             | 7      | -9     |
| 2014–15                | «Вольфсбург»           | БЛ                     | 3         | -6        | КН                 | 1                  | 0                  | -                    | -                    | -                    | -             | -             | -             | 4      | -6     |
| 2015–16                | «Вольфсбург»           | БЛ                     | -         | -         | -                  | -                  | -                  | -                    | -                    | -                    | -             | -             | -             | -      | -      |
| Усього за «Вольфсбург» | Усього за «Вольфсбург» | Усього за «Вольфсбург» | 9         | -13       |                    | 2                  | -2                 |                      |                      |                      |               |               |               | 11     | -15    |
| Усього за кар'єру      | Усього за кар'єру      | Усього за кар'єру      | 95        | -104      |                    | 10                 | -9                 |                      |                      |                      |               |               |               | 105    | -113   |

## Титули і досягнення
- Володар Кубка Німеччини (1):

«Вольфсбург»: 2014-2015
- Володар Суперкубка Німеччини (1):

«Вольфсбург»: 2015